# Stadion Topolica
El Stadion Topolica es un estadio multiusos ubicado en la ciudad de Bar, cuenta con campo de fútbol y pista de athletismo aunque el uso fundamental es el del campo de fútbol que acoge los partidos en los que el FK Mornar actúa como equipo local. El terreno de juego es de césped natural con unas dimensiones de 105 x 70 metros y puede dar cabida a en torno a 6000 espectadores.
El recinto deportivo fue inaugurado en la década de 1990.